# Bełczna (przystanek kolejowy)
Bełczna – nieczynny przystanek kolejowy w Bełcznej, w powiecie łobeskim, w województwie zachodniopomorskim, w Polsce.